# Jerry Thomas
Jerry Thomas, eigentlich Jeremiah P. Thomas (* um 1830 – laut Nachruf der New York Times erst 1832 –  in Sackets Harbor, New York; † 14. Dezember 1885 in New York City, New York), war einer der bekanntesten US-amerikanischen Barkeeper und Gastronomen.
Er gilt als „Urvater der amerikanischen Mixkunst“ und war einer der Wegbereiter des „Goldenen Zeitalters der Cocktails“ in der zweiten Hälfte des 19. Jahrhunderts, was ihm schon zu Lebzeiten den Spitznamen „Professor“ eintrug. Sein Buch How to Mix Drinks, or the Bon Vivant’s Companion bzw. The Bartender’s Guide, ein Handbuch für Barkeeper, dessen erste Ausgaben 1862 erschienen, war das erste Fachbuch seiner Art in den Vereinigten Staaten und trug maßgeblich dazu bei, den Berufsstand zu professionalisieren. Es gilt noch heute als Standardwerk.

## Leben

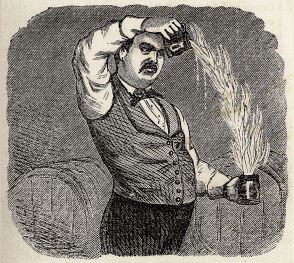
Jerry Thomas bei der Zubereitung eines Blue Blazer. Illustration aus Jerry Thomas: How to Mix Drinks (1862).

Über Kindheit und Jugend von Jerry Thomas ist wenig bekannt. Geboren wurde er in Sackets Harbor im US-Bundesstaat New York und begann in New Haven (Connecticut) als Barkeeper zu arbeiten, bevor er Ende der 1840er Jahre auf einem Schiff – er sagte später von sich, er sei auch Seemann („sailor“) gewesen – nach Kalifornien reiste, um am Goldrausch teilzuhaben. Er verdingte sich als Goldsucher, veranstaltete Unterhaltungsshows (Minstrel Shows) und arbeitete als Barkeeper. 1851 kehrte er nach New York zurück und eröffnete eine Bar im Gebäude von Barnum’s American Museum, einem Museum für Populärkultur. Nach einigen Jahren begann er erneut zu reisen und arbeitete in verschiedenen Hotels und Saloons als Barmanager, unter anderem in St. Louis (Missouri), Chicago (Illinois), San Francisco (Kalifornien), Charleston (South Carolina) und New Orleans (Louisiana). Außerdem unternahm er eine längere Rundreise durch Europa, wo er unter anderem eine Vorliebe für Bric-à-Brac entwickelte. Als Barkeeper war er für seine große Kunstfertigkeit bekannt und unterhielt seine Gäste mit Showeinlagen, wie dem Jonglieren mit Flaschen, Gläsern und Zutaten, was heute als Flairbartending bezeichnet wird. Dabei soll Thomas stets aufwändigen Schmuck getragen und mit reich verzierten Mixbechern (der Cocktail-Shaker kam erst später in Gebrauch) und wertvollen Barwerkzeugen gearbeitet haben. Im Occidental Hotel in San Francisco habe er 100 Dollar pro Woche verdient – mehr als seinerzeit der Vizepräsident der Vereinigten Staaten. In dieser Zeit mixte er bereits den Blue Blazer, seinen Signature Drink. Das Getränk entstand angeblich im El Dorado, einem Spielsalon in San Francisco. Bei der Herstellung wird brennender Whiskey kunstvoll in der Luft zwischen zwei Bechern hin- und hergeschüttet (fachsprachlich „geworfen“).
Zurück in New York wurde Thomas zunächst Chef-Barkeeper im Metropolitan Hotel und veröffentlichte  1862 sein bekanntes Barbuch How to Mix Drinks, or The Bon Vivant’s Companion. 1869 (W. Grimes zufolge schon 1866) eröffnete Thomas am Broadway, zwischen der 21. und 22. Straße, seine eigene Bar. Dort konnten seine Gäste nicht nur trinken, sondern auch ihre verzerrten Spiegelbilder in einer Art Lachkabinett oder politische Karikaturen wie die von Thomas Nast bewundern, den Jerry Thomas als einer der ersten ausstellte. Er betätigte sich nicht nur als Kunstsammler – seine Bar habe wie eine Kunstgalerie ausgesehen –, sondern malte auch selbst, reiste viel und muss in jener Zeit zu den bekanntesten Persönlichkeiten der New Yorker Gesellschaft gehört haben. Überliefert ist auch sein Interesse an Bare-knuckle-Boxkämpfen und Flaschenkürbissen. Ende der 1870er Jahre wurde Jerry Thomas Vorsitzender des von ihm gegründeten Gourd Club, nachdem sein Garten das längste Exemplar hervorgebracht hatte; zudem war er Mitglied der Fat Men’s Association, wenngleich mit 205 Pfund (ca. 93 kg) zweifellos eines der leichteren.
In den 1880er Jahren schien sich das Glück von Jerry Thomas abzuwenden. Aufgrund hoher Verluste bei Börsenspekulationen musste er seinen berühmten Saloon am Broadway schließen und den größten Teil seiner Kunstsammlung verkaufen. Er eröffnete zwar mehrere neue Bars, konnte aber nicht an die Erfolge früherer Zeiten anknüpfen. Als er 1885, erst Mitte 50-jährig, eines plötzlichen Todes verstarb, erschienen Nachrufe in Zeitungen des ganzen Landes. Die New York Times schrieb: „Zeitweise war Jerry Thomas unter den ‚Club Men‘ und Lebemännern der bekannteste Barkeeper dieser Stadt und er war bei Menschen aller Schichten äußerst beliebt.“ Er hinterließ seine Witwe und zwei Töchter.

## Werk
Jerry Thomas’ Buch How to Mix Drinks or The Bon Vivant’s Companion („Wie man Getränke mixt oder Der Begleiter für Lebemänner“) bzw. The Bartender’s Guide („Leitfaden für Barkeeper“) gilt als das erste Fachbuch, welches ausschließlich über Mixgetränke geschrieben wurde. Erstmals enthielt es auch schon einige wenige Mixrezepte für die in der ersten Hälfte des 19. Jahrhunderts in Mode gekommenen Cocktails. Nach allgemeiner Ansicht erschien es 1862 in zwei Ausgaben, die inhaltlich identisch waren und sich lediglich im Titel und im Preis unterschieden. Für den Alternativtitel The Bar-Tender’s Guide And Bon Vivant’s Companion ist allerdings auch eine Werbeanzeige in einem anderen Getränkefachbuch des Verlags Dick & Fitzgerald aus dem Jahr 1858 überliefert.:27f. Bei der beworbenen Publikation handelt es sich um eine Doppelausgabe, die durch Rezepte zur Herstellung von Cordials, Likören und Sirups, verfasst vom Schweizer Christian Schulz, ergänzt wurde. Die unterschiedlichen Titel sollten offenbar verschiedene Zielgruppen ansprechen – einerseits professionelle Barkeeper (engl. bartender), also die Fachwelt, andererseits interessierte Laien. Insgesamt wurde die Erstausgabe von 1862 über einen Zeitraum von mehr als zehn Jahren in immer neuen Bindequoten, mit unterschiedlichen Preisen und Einbänden in einer geschätzten Gesamtauflage von etwa 8000 Exemplaren hergestellt, welche heutzutage Preise von vielen Tausend US-Dollar erzielen können.
Das erst um 1800 entstandene Wort „Cocktail“ war um 1860 noch kein Oberbegriff für alle alkoholischen Mixgetränke, sondern laut Thomas „eine moderne Erfindung“ und bezeichnete seinerzeit nur eine sehr kleine Gruppe von Shortdrinks, deren Rezepte er im Kapitel The Cocktail & Crusta zusammentrug. Thomas’ „Cocktails“ bestanden sämtlich aus einer Spirituose und einigen Spritzern (Dashes) Zuckersirup, Bitters und Curaçao. Die Nähe zur 1806 erstmals definierten Form eines „Cocktails“ als „bittered sling“, das heißt Spirituose, Wasser, Zucker und Bitters, ist also noch gut erkennbar. Mit etwas Zitronenschale (heute: Twist) verziert nannte Thomas diese Cocktails „fancy“; gab er noch etwas Zitronensaft in den Drink und kleidete das Glas mit einem langen Stück gezuckerter Zitronenschale aus, erhielt man einen Crusta.
Alle weiteren Mixgetränke seines Buches ordnete Thomas den damals schon etablierten Getränkekategorien zu: Punch; Egg Nogg; Juleps; The Smash; The Cobbler; Mulls and Sangarees; Toddies and Slings; Fixes and Sours; Flip, Negus and Shrub. Alkoholfreie Mixgetränke fasste er als Temperance Drinks zusammen; solche, die er nicht eindeutig einem Typ zuordnen konnte, nannte er Fancy Drinks (etwa „Phantasiegetränke“, von engl. fancy = ausgefallen, originell) oder führte sie bei den Miscellaneous Drinks („verschiedenen Getränke“) auf. Viele noch heute bekannte Drinks wie der Flip erschienen bei Thomas zum ersten Mal in gedruckter Form. In einer späteren Ausgabe von 1876, die Thomas um neue Rezepte ergänzt hatte, wird erstmals der Tom Collins erwähnt, kurz nach dem sogenannten Tom-Collins-Scherz (engl. The Great Tom Collins Hoax) von 1874. Jerry Thomas behauptete auch, das Mixgetränk Tom and Jerry erfunden zu haben, und zwar schon 1847 in Kalifornien im Alter von (wahrscheinlich) 17 Jahren. Er habe den Drink nach seinen zwei Mäusen benannt und führt in seinem 1862 erschienenen Buch eine Rezeptur für mehrere Personen auf.
Zeitweise wurde Jerry Thomas sogar als Erfinder des Martini-Cocktails bzw. seines nahen Verwandten und mutmaßlichen Vorläufers Martinez bezeichnet. Tatsächlich ist in seinen Büchern kein Martini-Rezept enthalten, und der Martinez findet sich erst in einer zwei Jahre nach seinem Tod posthum erschienenen, vollständig überarbeiteten Neuausgabe aus dem Jahr 1887, deren Bearbeiter nicht bekannt sind. In diesem Buch mit dem Titel The Bar-Tender’s Guide or How to Mix All Kinds of Plain and Fancy Drinks („Leitfaden für Barkeeper oder Wie man alle Arten von gewöhnlichen und ausgefallenen Getränken mixt“) stellten die mittlerweile in Mode gekommenen „Cocktails“ bereits die erste Drink-Gruppe, und ihre Anzahl hatte sich gegenüber der Erstausgabe von 1862 fast verdoppelt.

## Rezeption
Jerry Thomas’ Bücher läuteten in den Folgejahren eine ganze Reihe weiterer Publikationen von anderen Autoren ein, deren Werke erkennbar von ihm beeinflusst sind, zum Beispiel das 1869 erschienene Cooling Cups and Dainty Drinks von William Terrington. Die Mixrezepte der Sammlung Dr. Case’s Recipe Book von 1882, welches insgesamt über 2000 Rezepte für alle Lebenslagen enthält, gehen sogar vollständig auf Thomas zurück; ganze Abschnitte seines Buches wurden direkt übernommen. Auch später ist Jerry Thomas’ Name nie ganz in Vergessenheit geraten, sehr wohl aber zeitweise seine Rezepturen. Zunächst noch vielfach von anderen Autoren kopiert und weitergegeben, waren viele klassische Drinks im 20. Jahrhundert, zumal nach der Prohibition der 1920er Jahre, kaum noch in Bar- und Mixbüchern zu finden. Auch sollte die 1928 erschienene Herbert Asbury Edition für viele Jahre der letzte Nachdruck von Thomas’ Werk bleiben.:S. XI
Dies änderte sich erst wieder ab Mitte der 1980er Jahre, als der New Yorker Barkeeper Dale DeGroff mit einem alten Buch von Jerry Thomas zu arbeiten begann. Um die Jahrtausendwende verbreiteten sich Reproduktionen von Jerry Thomas’ Büchern im Internet und durch Faksimile-Nachdrucke. Vor allem in den Vereinigten Staaten und Europa besannen sich Barkeeper wieder auf die Ursprünge ihres Handwerks und machten sich daran, historische Rezepturen des 19. Jahrhunderts nachzumixen und neu zu interpretieren. 2007 veröffentlichte der US-amerikanische Cocktail-Historiker David Wondrich sein Buch Imbibe!, in dem er den großen Einfluss von Jerry Thomas auf die „American Bar“ aufzeigt und viele der historischen Rezepturen adaptierte und so wieder zugänglich machte. 2009 erschien schließlich die erste deutschsprachige Fassung von Jerry Thomas’ Buch als Sonderedition des Whiskey-Herstellers Beam Global (seit 2014: Beam Suntory), die auf  dem Bartender’s Guide von 1887 beruht. 2015 folgte eine überarbeitete, um neuere Forschungen ergänzte und mit einem Vorwort von Dale DeGroff versehene Neuauflage von Imbibe!.

## Veröffentlichungen von Jerry Thomas
- Jerry Thomas: How to Mix Drinks, or the Bon Vivant’s Companion. Dick & Fitzgerald, New York 1862; vollständige Texte bei Google Books (auch als PDF): Schlesinger Library; Harvard College Library. Das Buch wurde auch unter dem Titel The Bartender’s Guide vertrieben und mit verschiedenen Einbänden vielfach nachgedruckt. Eine erweiterte Ausgabe erschien 1876.
- Jerry Thomas: The Bar-Tender’s Guide or How to Mix All Kinds of Plain and Fancy Drinks. Posthum veröffentlichte, erweiterte Ausgabe. Dick & Fitzgerald, New York 1887; Volltext (ohne Illustrationen) bei www.artofdrink.com.
- Jerry Thomas’ Bartender’s Guide or How to Mix all Kinds of Drinks. Deutsche Übersetzung von Text und Rezepten der posthum veröffentlichten Ausgabe von 1887. Auf 2000 Stück limitierte Sonderausgabe von Beam Global Deutschland, im Rezeptteil bearbeitet von Klaus St. Rainer. 2009, ISBN 978-3-00-028946-0.